# Haley Paige
Haley Paige, pseudoniem van Maryam Irene Haley (Chihuahua, 30 december 1981 – King City (Californië), 21 augustus 2007), was een Mexicaans-Amerikaanse pornoactrice uit de Californische stad San Diego. In 2007 had ze 313 pornofilms op haar naam staan. 
Paige die een Mexicaanse moeder en een Welshe vader had, woonde tot haar twaalfde in Mexico, waarna het gezin naar San Diego verhuisde, waar ze verder opgroeide. Ze beweerde een akelige jeugd te hebben gehad, dit vanwege een oom die haar seksueel zou hebben misbruikt en bendeleden die haar geregeld zouden hebben verkracht.
In 2000 begon ze op achttienjarige leeftijd in de seksindustrie toen ze reageerde op een artikel over naaktmodellen in de krant. Indertijd werkte ze bij videoverhuurbedrijf Blockbuster en gaf toe dat ze geld nodig had voor haar huur. 
Buiten de films was ze zowel lid als agent van LA Direct Models, een bedrijf dat helpt modellen werk te vinden. Ze had een contract bij Smash Pictures Productions. Ze had bovendien de ambitie om psychologe of sekstherapeute te worden wanneer haar pornocarrière voorbij zou zijn. Haley Paige was 165 cm groot, en haar maten waren 34C-25-32.
Op 21 augustus 2007 werd Haley Page in het ziekenhuis opgenomen. Op het moment van opname had ze geen hartslag meer. Ze overleed diezelfde dag nog. De oorzaak van haar dood is onduidelijk. Er wordt gespeculeerd over een overdosis heroïne, en de lokale politie heeft bekendgemaakt niet uit te sluiten dat ze werd vermoord door haar vriend, Inkyo Volt Hwang. Deze pleegde een maand later zelfmoord.

## Films (selectie)
- Real XXX Letters 2 (2002)
- Sweet Teens & Black Cocks 4 (2003)
- Young Tight Latinas 5 (2003)
- Young Sluts, Inc. 13 (2003)
- The Babysitter 15 (2003)
- Squirting Illustrated 8 (2003)
- Nineteen Video Magazine 51 (2003)
- Hot and Spicy Latinass 2 (2004)
- When the Boyz Are Away the Girlz Will Play 14 (2004)
- Teen Cum Squad 2 (2004)
- Key Party (2004)
- Fistful of Musketeers (2004)
- Cameltoe Perversions (2004)
- The Villa (2005)
- The Perfect Secretary (2005)
- Scorpio Rising (2005)
- Blue Light (2005)
- Young Wet Bitches 1 (2005)
- Prisoner (2005)
- Powerlines (2005)
- Only in America (2005)
- Kick Ass Chicks 20: Haley (2005)
- Fade to Black 2 (2005)
- 20 Teens Who Love to Suck Cocks (2005)
- To Die For (2006)
- The New Neighbors (2006)
- Virgin Territory (2006) (ook regie)
- The Da Vinci Load (2006)
- Latina Fuckholas 2 (2006)
- Kick Ass Chicks 40: Double Penetrations (2006)
- Boning Bonita Chicas (2006)
- Ass Whores from Planet Squirt 1 (2006)
- Pop Shots 8 (2007)
- Ms. Good Pussy (2007)
- Lesbian Tutors 3 (2007)
- Playgirl: Behind Closed Doors (2008) (segment: "Haley Gets a Jump")
- Playgirl: All Lubed Up (2008) (segment: "Fill 'Er Up")
- Club Head (2008)
- Seymore Butts: Revisiting Uranus (2009)